# Saropogon wilcoxi
Saropogon wilcoxi är en tvåvingeart som beskrevs av Nelson Papavero 1971. Saropogon wilcoxi ingår i släktet Saropogon och familjen rovflugor. Inga underarter finns listade i Catalogue of Life.
Artens utbredningsområde är Mexiko.